# マリオ・カメ
マリオ・カメ（Mario Kame 、1995年5月18日 - ）は、アルバニア・コルチャ出身のプロサッカー選手。アルバニア・セカンドディビジョン・KFデヴォリ所属。ポジションは、フォワード。
双子の弟であるダリオもサッカー選手であり、スカンデルベウ・コルチャでプレーしている。

## クラブ歴

### 個人成績
2016年2月2日現在
| クラブ   | クラブ                   | クラブ                     | リーグ | リーグ | カップ | カップ | 合計 | 合計 |
| シーズン | クラブ                   | リーグ                     | 出場   | 得点   | 出場   | 得点   | 出場 | 得点 |
| -------- | ------------------------ | -------------------------- | ------ | ------ | ------ | ------ | ---- | ---- |
| 2011-12  | スカンデルベウ・コルチャ | アルバニア・スーパーリーガ | 0      | 0      | 1      | 0      | 1    | 0    |
| 2012-13  | スカンデルベウ・コルチャ | アルバニア・スーパーリーガ | 0      | 0      | 1      | 0      | 1    | 0    |
| 2013-14  | スカンデルベウ・コルチャ | アルバニア・スーパーリーガ | 0      | 0      | 2      | 3      | 2    | 3    |
| 2014-15  | スカンデルベウ・コルチャ | アルバニア・スーパーリーガ | 0      | 0      | 3      | 1      | 3    | 1    |
| 2015-16  | スカンデルベウ・コルチャ | アルバニア・スーパーリーガ | 0      | 0      | 0      | 0      | 0    | 0    |
| 合計     | 合計                     | 合計                       | 2      | 0      | 7      | 4      | 9    | 4    |
| 通算     | 通算                     | 通算                       | 2      | 0      | 7      | 4      | 9    | 4    |

## タイトル
スカンデルベウ・コルチャ
- アルバニア・スーパーリーガ (4): 2011-12, 2012-13, 2013-14, 2014-15
- アルバニア・スーパーカップ (2): 2013-14, 2014-15